# Holubice (okres Praha-západ)
Obec Holubice se nachází v okrese Praha-západ ve Středočeském kraji asi pět kilometrů jižně od Kralup nad Vltavou. Obec tvoří části Holubice a Kozinec, v nichž žije přibližně 2 200 obyvatel. Nejvyšším bodem obce je vrch Ers (345 metrů).

## Historie
První doložená písemná zmínka o obci pochází z roku 1204. Kapitula pražská tehdy dostala Holubice od krále Přemysla Otakara I. V následujících letech Holubice často měnily majitele, od roku 1426 patřily Vokovi z Valdštejna, poté Floriánu Gryspeku, a to až do roku 1622, kdy byly konfiskovány a přešly ke královské komoře. V roce 1623 koupili majetek Lobkovicové.
Holubice nemají vlastní poštu a až do druhé poloviny 19. století neměly vlastní školu. Holubické děti dříve chodívaly do školy v Minicích (Minice jsou dnes částí Kralup nad Vltavou). V zimě děti zůstávaly v Holubicích a vyučoval je tamější krejčí. Kvůli vzrůstajícímu počtu žáků a kvůli délce a neschůdnosti cesty, která vedla přes Minický vrch, byla v Holubicích v roce 1868 škola zřízena. Dodnes stojí, i když v pozměněné podobě.
V Holubicích se také nachází jezdecký areál se dvěma jezdeckými kluby, rybářský oddíl a fotbalový klub Sokol Holubice. Na Kozinci je pak Sbor dobrovolných hasičů.

### Kozinec
Ves Kozinec vznikla v roce 1778. Před tím to býval dvůr, hájovna a ovčín. V polovině 19. století byl Kozinec spojen s obcí Tursko, kam také kozinecké děti chodily do školy. V roce 1875 se Kozinec od Turska oddělil a spojil se s Holubicemi.

### Územněsprávní začlenění
Dějiny územněsprávního začleňování zahrnují období od roku 1850 do současnosti. V chronologickém přehledu je uvedena územně administrativní příslušnost obce v roce, kdy ke změně došlo:
- 1850 země česká, kraj Praha, politický i soudní okres Smíchov[3]
- 1855 země česká, kraj Praha, soudní okres Smíchov
- 1868 země česká, politický i soudní okres Smíchov
- 1927 země česká, politický okres Praha-venkov, soudní okres Praha-západ[4]
- 1929 země česká, politický okres Praha-venkov, soudní okres Praha-sever [5]
- 1939 země česká, Oberlandrat Praha, politický okres Praha-venkov, soudní okres Praha-sever[6]
- 1942 země česká, Oberlandrat Praha, politický okres Praha-venkov-sever, soudní okres Praha-sever[7]
- 1945 země česká, správní okres Praha-venkov-sever, soudní okres Praha-sever[8]
- 1949 Pražský kraj, okres Kralupy nad Vltavou[9]
- 1960 Středočeský kraj, okres Praha-západ
- 2003 Středočeský kraj, obec s rozšířenou působností Černošice

### Rok 1932
Ve vsi Holubice (787 obyvatel) byly v roce 1932 evidovány tyto živnosti a obchody: nákladní autodoprava, cihelna, 7 hostinců, 2 koláři, kovář, krejčí, obuvník, pekař, 2 rolníci, 2 řezníci, 4 obchody se smíšeným zbožím, 2 trafiky, velkostatek Lobkowicz.

## Obyvatelstvo
| Rok            | 1869 | 1880 | 1890 | 1900 | 1910 | 1921 | 1930 | 1950 | 1961 | 1970 | 1980 | 1991 | 2001 | 2011 | 2021 |
| -------------- | ---- | ---- | ---- | ---- | ---- | ---- | ---- | ---- | ---- | ---- | ---- | ---- | ---- | ---- | ---- |
| Počet obyvatel | 590  | 672  | 695  | 747  | 727  | 712  | 772  | 605  | 596  | 596  | 521  | 472  | 493  | 493  | 797  |
| Počet domů     | 67   | 76   | 82   | 89   | 92   | 94   | 134  | 149  | 190  | 153  | 140  | 169  | 180  | 211  | 211  |

## Části obce
Obec Holubice se skládá ze dvou částí na dvou katastrálních územích:
- Holubice (k. ú. Holubice v Čechách)
- Kozinec (i název k. ú.)

## Znak a vlajka

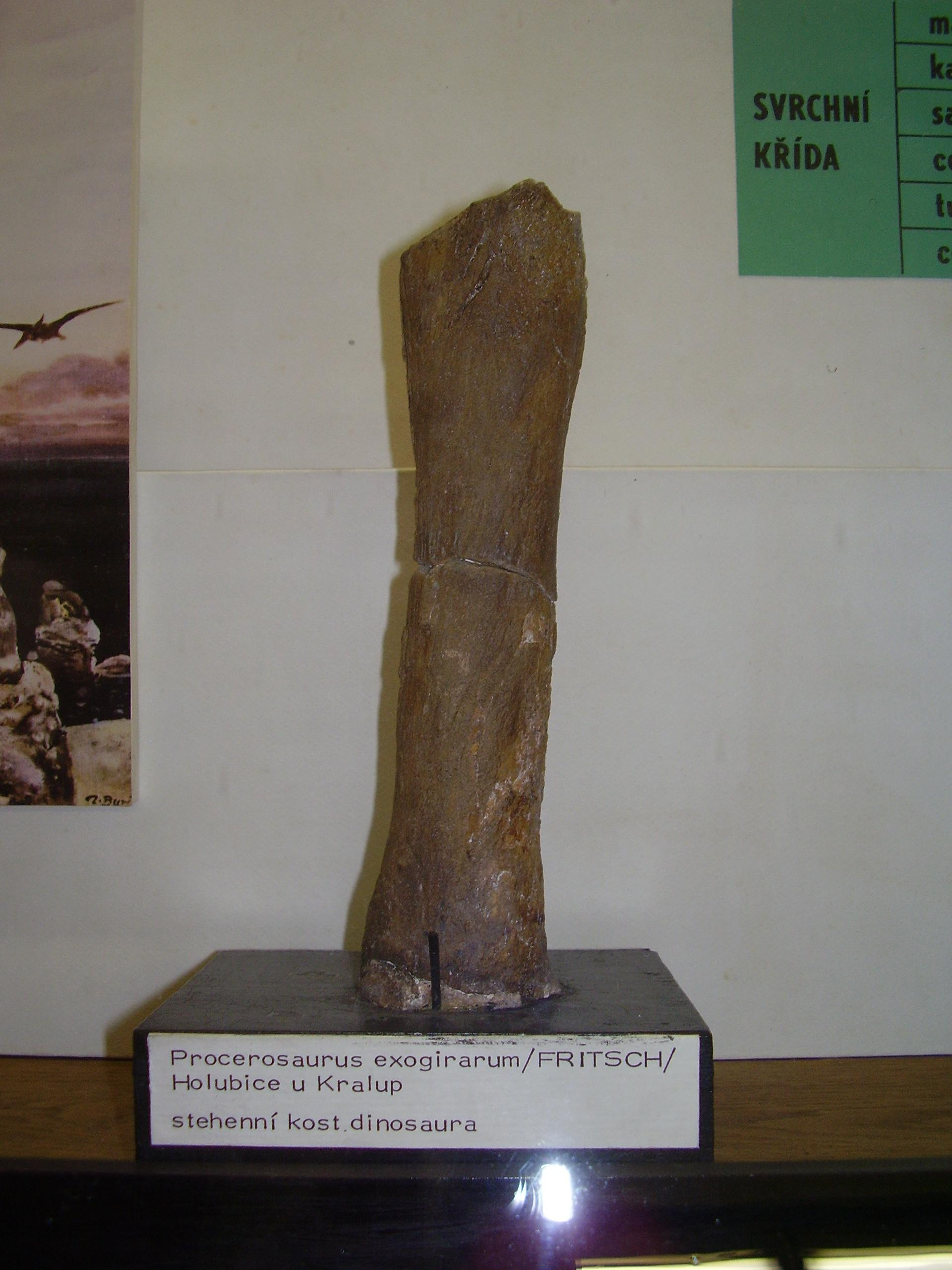
Fosilie druhu Procerosaurus (Ponerosteus) exogirarum, objevená roku 1878 v Holubicích

Holubický znak a vlajka mají symbolizovat dlouhou historii obce. Jako základní barvy byly použity červená a bílá, resp. stříbrná. Znázorňují barvy Českého království a také Středočeského kraje. Bílý středový pruh s kvádrováním na vlajce (na znaku je to stříbrný kůl) představuje zdivo holubické rotundy Narození Panny Marie. Velké písmeno M, které je napsáno v unciální podobě (jako v románském období), značí Marii a zároveň Michala (sv. Michalovi je zasvěcena kaple na Kozinci). Plamenný meč je atributem sv. Michala. Stříbrná, resp. bílá, otka symbolizuje zemědělský charakter obce. Hroty meče a otky směřující vzhůru mají symbolizovat růst a prosperitu.
Znak a vlajka byly obci Holubice-Kozinec přiděleny dne 7. dubna 2006. Autorem návrhu je Zbyšek Svoboda, výtvarné zpracování provedl grafik Karel Gába.

## Zajímavosti
- Z Holubic pochází rodina pěvkyně Emy Destinnové, rozené Kittlové. Rod Kittlů bydlel v Holubicích od roku 1739. Dědeček Emy Destinnové, Jan Kittl, se zde narodil v roce 1811. Otec pěvkyně, Emanuel Jan Kittl, se již narodil v Praze.
- Nedaleko této obce byly v roce 1878 objeveny zkameněliny, které tehdejší paleontolog Antonín Frič považoval za pozůstatky dinosaurů (rod Ponerosteus). Jak se ukázalo až v roce 2011, skutečně se zřejmě jedná o fosilní pozůstatky druhohorních dinosaurů.[13]

## Turistika

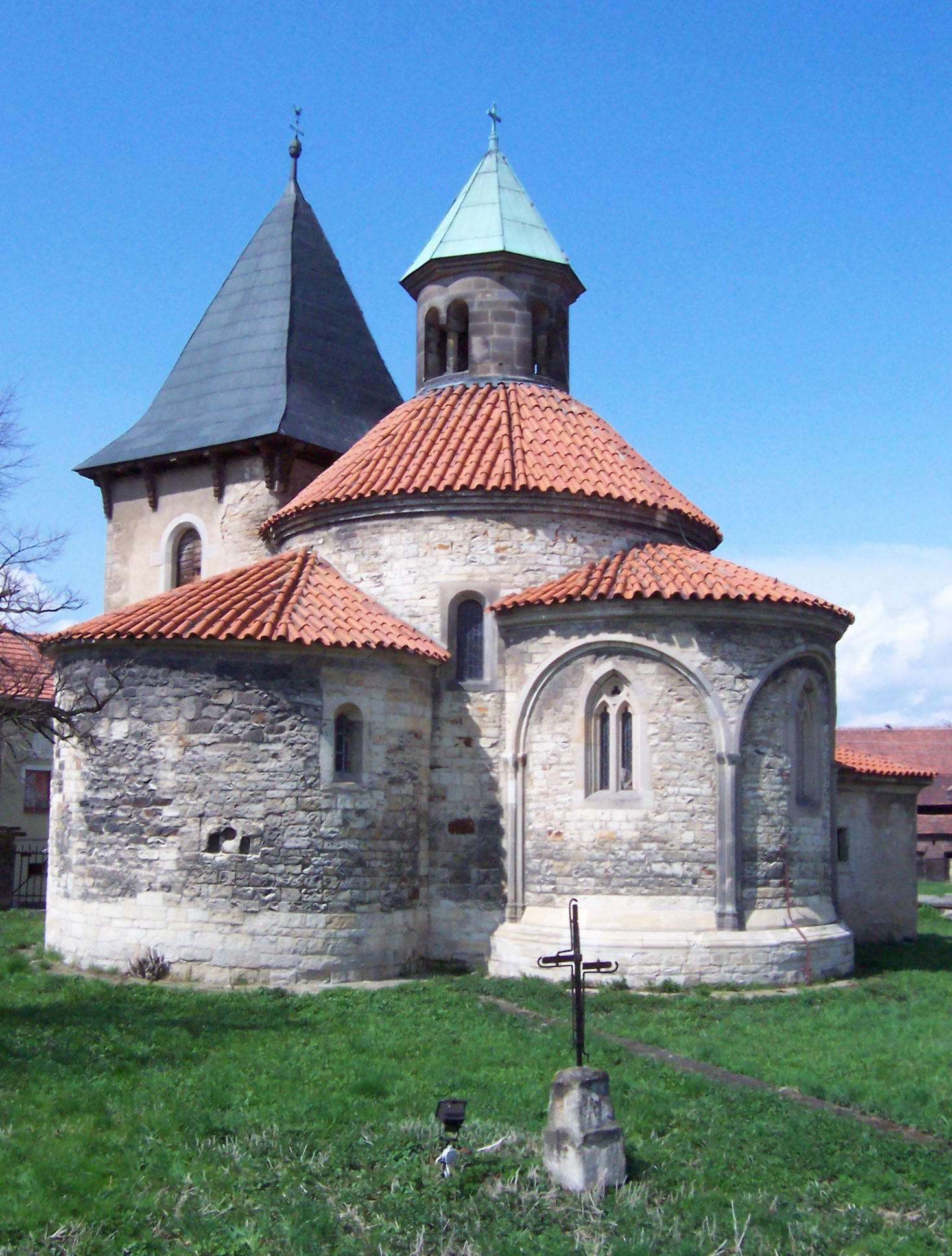
Rotunda Narození Panny Marie

### Památky
- Rotunda Narození Panny Marie, byla postavena  za vlády Přemysla Otakara I., koncem 13. století k ní přistavěna druhá apsida. Uvnitř se zachovaly zbytky dvou úseků původních raně gotických fresek. Je to nejvýznamnější holubická památka.
- Kostel sv. Michaela Archanděla z počátku 18. století, postavený na Kozinci řádem jezuitů.

### Okolí
Obcí prochází žlutá turistická trasa. Lze dojít na Turské pole, na kterém se podle pověsti měla odehrávat Lucká válka. V širším okolí se nachází Levý Hradec, starobylé hradiště Budeč nebo hrad Okoř.

## Doprava
Dopravní síť
- Pozemní komunikace – Do obce vedou silnice III. třídy. Po 2 km lze najet na silnici II/240 Praha, Červený Vrch – Horoměřice – Kralupy nad Vltavou.

- Železnice – Železniční trať ani stanice na území obce nejsou. Nejblíže obci je železniční stanice Otvovice ve vzdálenosti 2,5 km ležící na trati 093 Kralupy nad Vltavou – Kladno.

Veřejná doprava 2020
- Autobusová doprava – V obci končí autobusové linky 316 Praha, Bořislavka – Holubice - Kralupy nad Vltavou a linka 456 Slaný – Holubice - Libčice nad Vltavou. V noci  sem zajíždí linka č. 954 Vítězné náměstí – Velké Číčovice.